# لو روله
لو روله (به انگلیسی: Le Relais) یک پیست اسکی در کانادا است که در استان کبک واقع شده‌است.